# Rousay
Rousay is een eiland van 48,4 km² en maakt deel uit van de Orkneyeilanden. Het eiland ligt ongeveer 4 kilometer ten noorden van het Mainland, gescheiden door de Eynhallow Sound. Er wonen ongeveer 210 mensen. Het hoogste punt ligt op 250 meter.
Er is een veerbootverbinding met Egilsay, Wyre en Tingwall  op Mainland.

## Bezienswaardigheden
- Blackhammer Chambered Cairn, aan de zuidkust, neolithisch ganggraf
- Midhowe Broch, aan de westkust, een nederzetting uit de ijzertijd
- Knowe of Yarso Chambered Cairn, aan de zuidkust, neolithisch ganggraf
- Midhowe Chambered Cairn, aan de westkust, groot neolithisch ganggraf
- Taversöe Tuick Chambered Cairn, aan de zuidkust, neolithisch ganggraf
- Yetnasteen, reuzensteen, in het noordoosten[2]

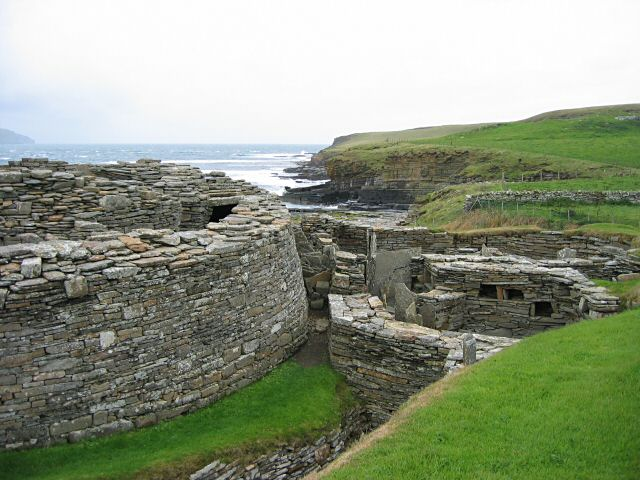
Midhowe Broch, 2003
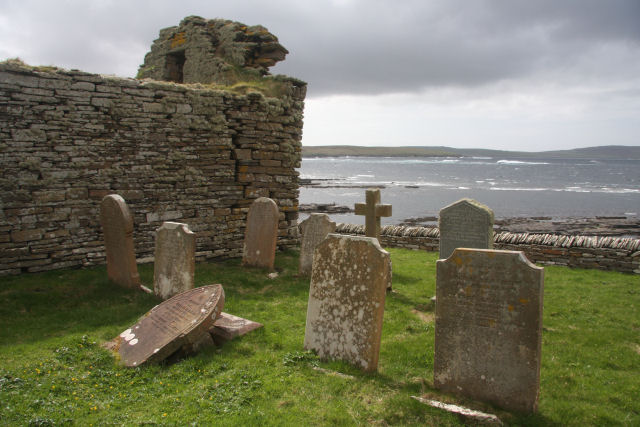
Saint Mary's Church met kerkhof, 2009